# Rosa 'The Dark Lady'
'The Dark Lady' ('AUSbloom' es el nombre del obtentor registrado), es un cultivar de rosa que fue conseguido en Reino Unido en 1991 por el rosalista británico David Austin.

## Descripción
'The Dark Lady' es una rosa moderna cultivar del grupo « English Rose Collection ».
El cultivar procede del cruce de 'Mary Rose' ® x 'Prospero' ®.
Las formas arbustivas del cultivar tienen porte erguido que alcanza más de 120 cm de alto con 150 cm de ancho. Las hojas son de color verde oscuro mate de tamaño medio, con 5foliolos,  follaje coriáceo.
Capullos puntiagudos, redondeados. Sus delicadas flores de color rojo oscuro intenso. Moderada fragancia de rosa antigua. Flor con 140 pétalos. El diámetro medio de 3,25". Tamaño de flor mediano, muy llena (41 y más pétalos), en pequeños racimos, en forma de copa, en cuartos, rosetón.
Florece de una forma prolífica, floración en oleadas durante la temporada.

## Origen
El cultivar fue desarrollado en Reino Unido por el prolífico rosalista británico David Austin en 1991. 'The Dark Lady' es una rosa híbrida con ascendentes parentales de cruce de 'Mary Rose' ® x 'Prospero' ®.
El obtentor fue registrado bajo el nombre cultivar de 'AUSbloom' por David Austin en 1991 y se le dio el nombre comercial de exhibición 'The Dark Lady'™.
También se le reconoce por el sinónimo de 'AUSbloom', y 'Dark Lady'.
- La rosa fue conseguida antes de 1991 e introducida en el Reino Unido por David Austin Roses Limited (UK) en 1991 como 'The Dark Lady'.[1]
- La rosa 'The Dark Lady' fue introducida en la Unión Europea con la patente "European Union - Patent No: 328  on  2 Aug 1996/Application No: 19950458  on  24 Jul 1995/First commercialisation in EU: May 1, 1991; outside EU: 01/01/1993/Expiry of protection on September 1, 2016.".[1]
- La rosa 'The Dark Lady' fue introducida en Estados Unidos con la patente "United States - Patent No: PP 8,677  on  12 Apr 1994/Application No: 07/954,885  on  30 Sep 1992".[1]
- La rosa 'The Dark Lady' fue introducida en Australia con la patente "Australia - Application No: 1995/146  on  1995".[1]

## Cultivo
Aunque las plantas están generalmente libres de enfermedades, es posible que sufran de punto negro en climas más húmedos o en situaciones donde la circulación de aire es limitada.
Se desarrollan mejor a pleno sol. En América del Norte son capaces de ser cultivadas en USDA Hardiness Zones 5b a 10b. La resistencia y la popularidad de la variedad han visto generalizado su uso en cultivos en todo el mundo.
Puede ser utilizado para las flores cortadas, jardín o portador guía. Vigorosa. En la poda de Primavera es conveniente retirar las cañas viejas y madera muerta o enferma y recortar cañas que se cruzan. En climas más cálidos, recortar las cañas que quedan en alrededor de un tercio. En las zonas más frías, probablemente hay que podar un poco más que eso. Requiere protección contra la congelación de las heladas invernales.